# Süd-West-Universität Neofit Rilski

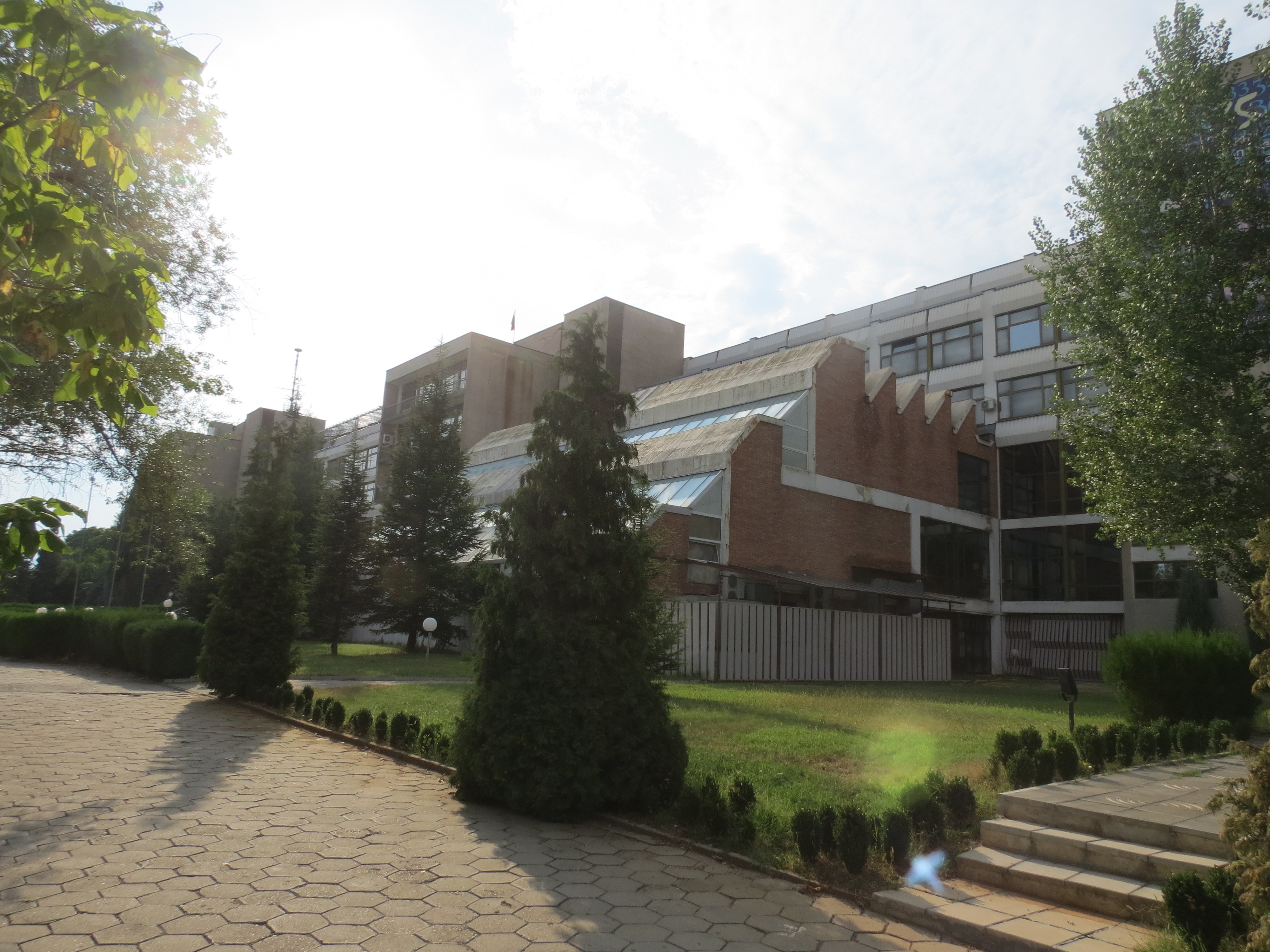
Süd-West-Universität Neofit Rilski, August 2012

Die Süd-West-Universität Neofit Rilski (bulgarisch: Югозападен университет „Неофит Рилски“
, Jugosapaden uniwersitet "Neofit Rilski") ist eine 1983 gegründete Universität in der bulgarischen Stadt Blagoewgrad mit 9 Fakultäten.

## Geschichte
Die Geschichte dieser Bildungseinrichtung begann 1975, als in Blagoewgrad eine Außenstelle der St.-Kliment-Ohridski-Universität Sofia mit zwei Abteilungen (Vorschulische Erziehung sowie Grundschulpädagogik) gegründet wurde. 1983 wurde die Abteilung autonom und erhielt die Bezeichnung Höheres Institut für Erziehung. Der Name Süd-West-Universität Neofit Rilski wurde der Institution im Jahre 1995 vom bulgarischen Parlament verliehen. Die Universität ehrt den bulgarischen Gelehrten Neofit Rilski (1793–1881). Neben der Süd-West-Universität gibt es in Blagoewgrad auch die Amerikanische Universität in Bulgarien.

## Fakultäten
- Juristische und historische Fakultät
- Fakultät für Naturwissenschaft und Mathematik
- Fakultät für Wirtschaftswissenschaft
- Fakultät für Kunst
- Fakultät für Pädagogik
- Fakultät für Philologie
- Fakultät für Philosophie
- Fakultät für Sportwissenschaft
- Technisches Kolleg

## Alumni
- Toma Waszarow (* 1977), Filmeditor und Filmregisseur